# 全國民主非政黨聯盟
全國民主非政黨聯盟是中華民國的一個政黨，創立於1991年10月16日，黨主席為知名歌手及前立法委員葉憲修（葉啟田）。
全國民主非政黨聯盟原本在中華民國內政部登記為「全國性政治團體」第16號，1991年10月19日始備案為第66號政黨。
該聯盟於1995年第3屆立法委員選舉時推派高燁珍在澎湖縣參選，並未當選。1998年第4屆立法委員選舉時，推派姜厚任（知名演員）、葉憲修、劉八郎、蔡中涵、瓦歷斯·貝林五人參選，結果葉憲修、蔡中涵與瓦歷斯·貝林當選。
2020年4月29日，內政部公告，因未依《政黨法》補正完成，廢止全國民主非政黨聯盟的備案。